# Queso de año
El queso de año es un tipo de queso tradicional en Venezuela.
Si bien es típico de la región llanera, también se produce en el estado Zulia.

## Características
- Este queso suele tener una pasta muy dura y tiene un tiempo de maduración, lo cual emularía fácilmente al queso parmesano. Sin embargo, se distingue de aquel en que tiene menos tiempo de maduración, lo cual explica el hecho de conservar su color blanco en tanto que el parmesano es más amarillento.
- Su sabor es bastante intenso y salado.
- Por su dureza se emplea siempre rallado y se usa en arepas, empanadas, tajadas, plátano maduro horneado e incluso en perros calientes.
- En su parte exterior lleva pimienta negra a modo de corteza. Lo cual le da su característico color oscuro.